# Monti del Dachstein
I Monti del Dachstein () sono una sottosezione delle Alpi del Salzkammergut e dell'Alta Austria. La vetta più alta è l'Hoher Dachstein che raggiunge i 2 955 m s.l.m..
Si trovano in Austria (Salisburghese, Alta Austria e Stiria).

## Classificazione

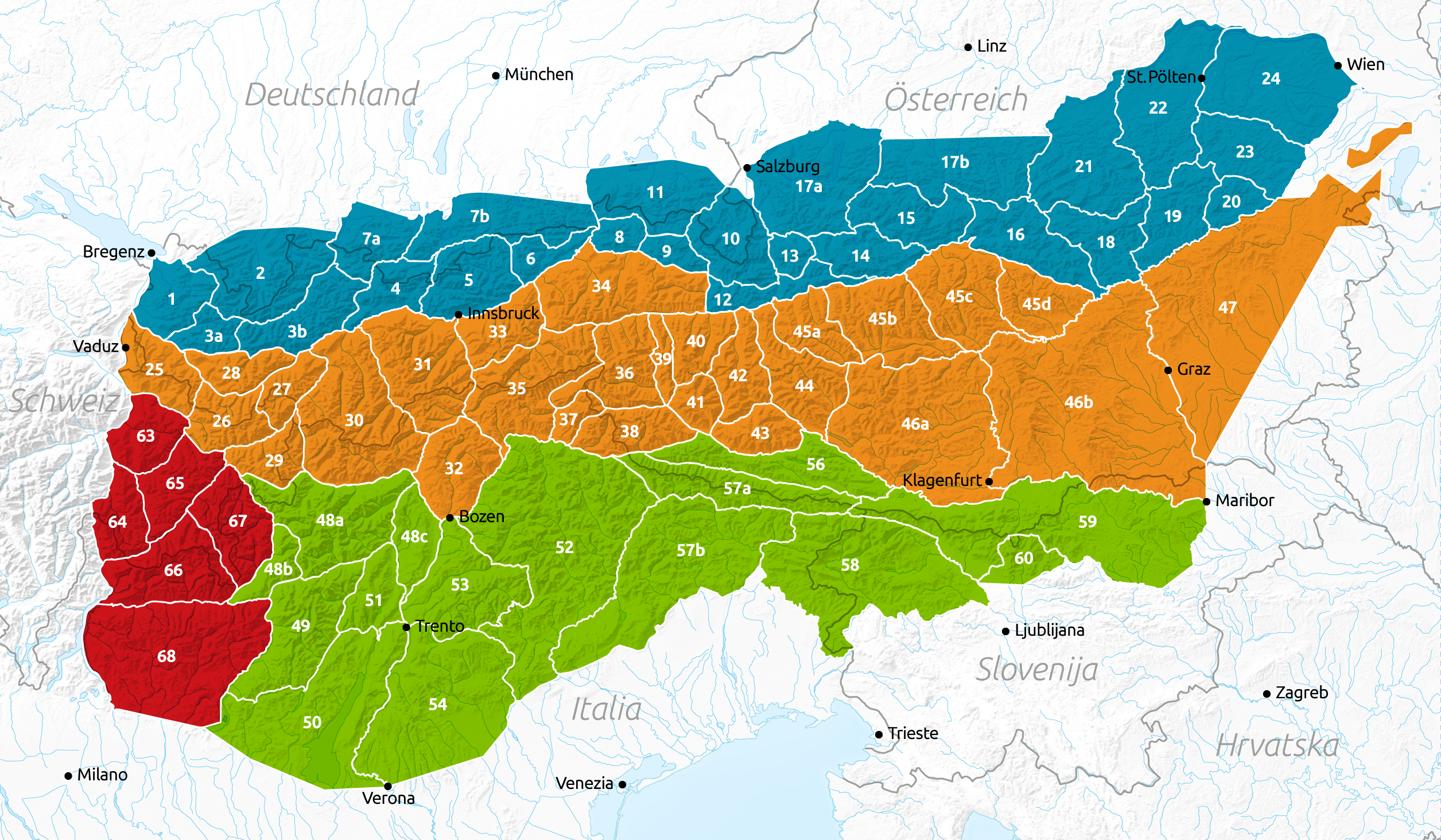
I Monti del Dachstein secondo l'AVE sono individuati dal numero 14.

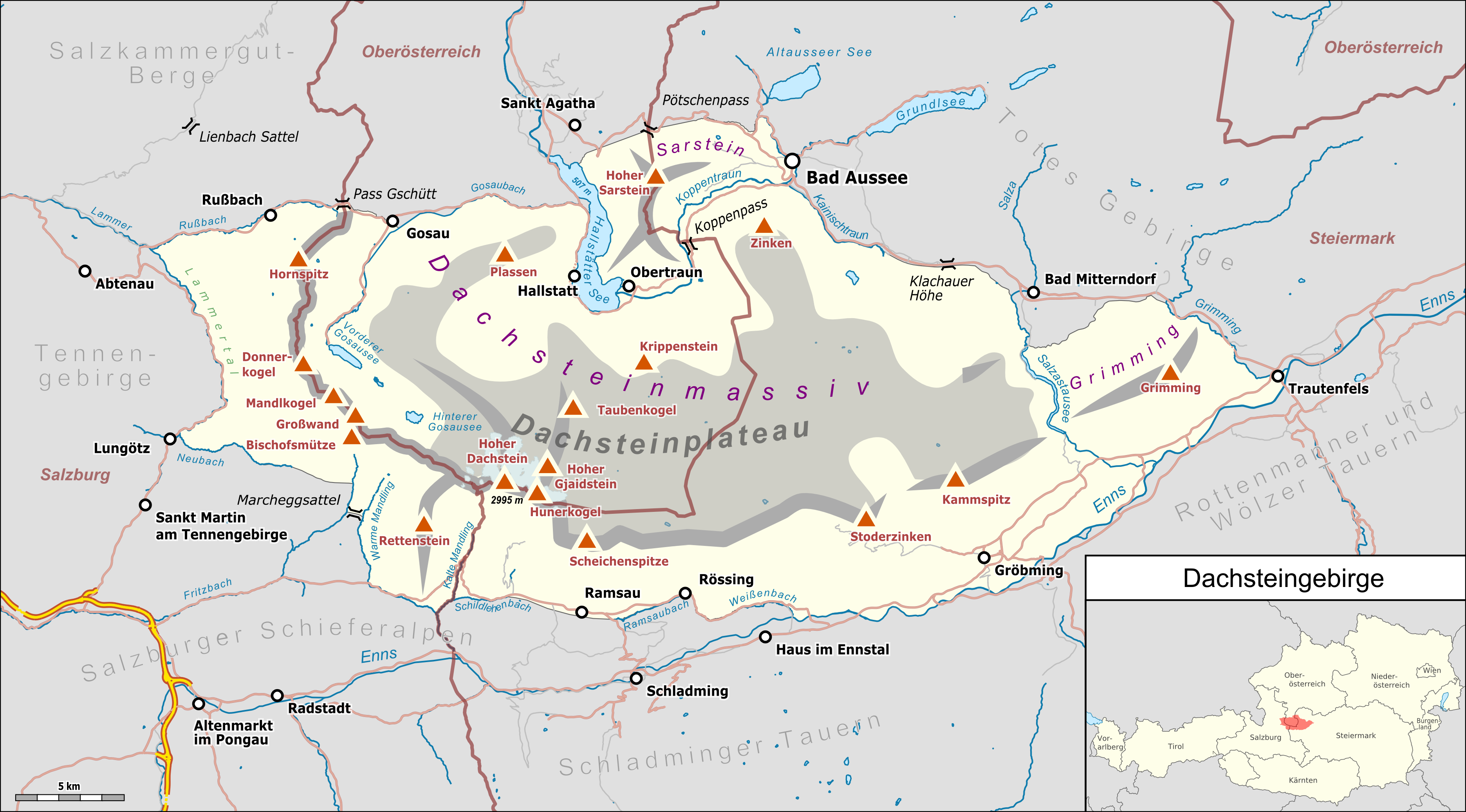
Cartina dettagliata del gruppo montuoso.

Secondo la SOIUSA i Monti del Dachstein sono una sottosezione alpina con la seguente classificazione:
- Grande parte = Alpi Orientali
- Grande settore = Alpi Nord-orientali
- Sezione = Alpi del Salzkammergut e dell'Alta Austria
- Sottosezione = Monti del Dachstein
- Codice = II/B-25.I

Secondo la Partizione delle Alpi sono parte delle Alpi Salisburghesi.
Secondo l'AVE costituiscono il gruppo n. 14 di 75 nelle Alpi Orientali.

## Suddivisione
Si suddividono in tre supergruppi, nove gruppi e ventiquattro sottogruppi:
- Gruppo del Gosau (A)
  - Costiera del Gosau (A.1)
    - Mützenstock (A.1.a)
    - Gruppo del Großwand (A.1.b)
    - Gruppo del Wasserkar (A.1.c)
    - Gruppo del Mandlkogel (A.1.d)
    - Gruppo dell'Angerstein (A.1.e)
    - Gruppo dello Strichkogel (A.1.f)
    - Gruppo del Donnerkogel (A.1.g)
    - Gruppo del Zwieselalm (A.1.h)

  - Gosaustein (A.2)
- Gruppo del Dachstein (B)
  - Gruppo del Dachstein in senso stretto (B.3)
    - Gruppo dell'Eiskarl (B.3.a)
    - Catena principale del Dachstein (B.3.b)
    - Schneebergwandgrat (B.3.c)
    - Catena del Kreuz (B.3.d)
    - Schreiberwandgrat (B.3.e)
    - Gruppo Ochsenkogel-Grünberg (B.3.f)
      - Costiera dell'Ochsenkogel (B.3.f/a)
      - Gruppo del Grünberg (B.3.f/b)

    - Gruppo dell'Hoßwand (B.3.g)
    - Gruppo del Gjaidstein (B.3.h)
      - Massiccio del Gjaidstein (B.3.h/a)
      - Costiera Zwölferkogel-Hirlatz (B.3.h/b)

    - Gruppo dello Scheichenspitz (B.3.i)

  - Catena Schwarzkogel-Plassen (B.4)
    - Gruppo dello Schwarzkogel (B.4.a)
    - Massiccio del Plassen (B.4.b)

  - Catena Sinabell-Krippenstein-Speikberg (B.5)
    - Catena Sinabell-Mierberg (B.5.a)
    - Catena Modestein-Krippenstein-Speikberg (B.5.b)

  - Massiccio del Sarstein (B.6)
- Gruppo del Kemet (C)
  - Catena Stoderzinken-Zinkenkogel-Kammspitze (C.7)
    - Catena dello Stoderzinken (C.7.a)
    - Catena Zinkenkogel-Rauer Koppen-Hochstube (C.7.b)
    - Catena del Kammspitze (C.7.c)

  - Oblarner Mitterberg (C.8)
  - Grimmingstock (C.9)

## Vette principali

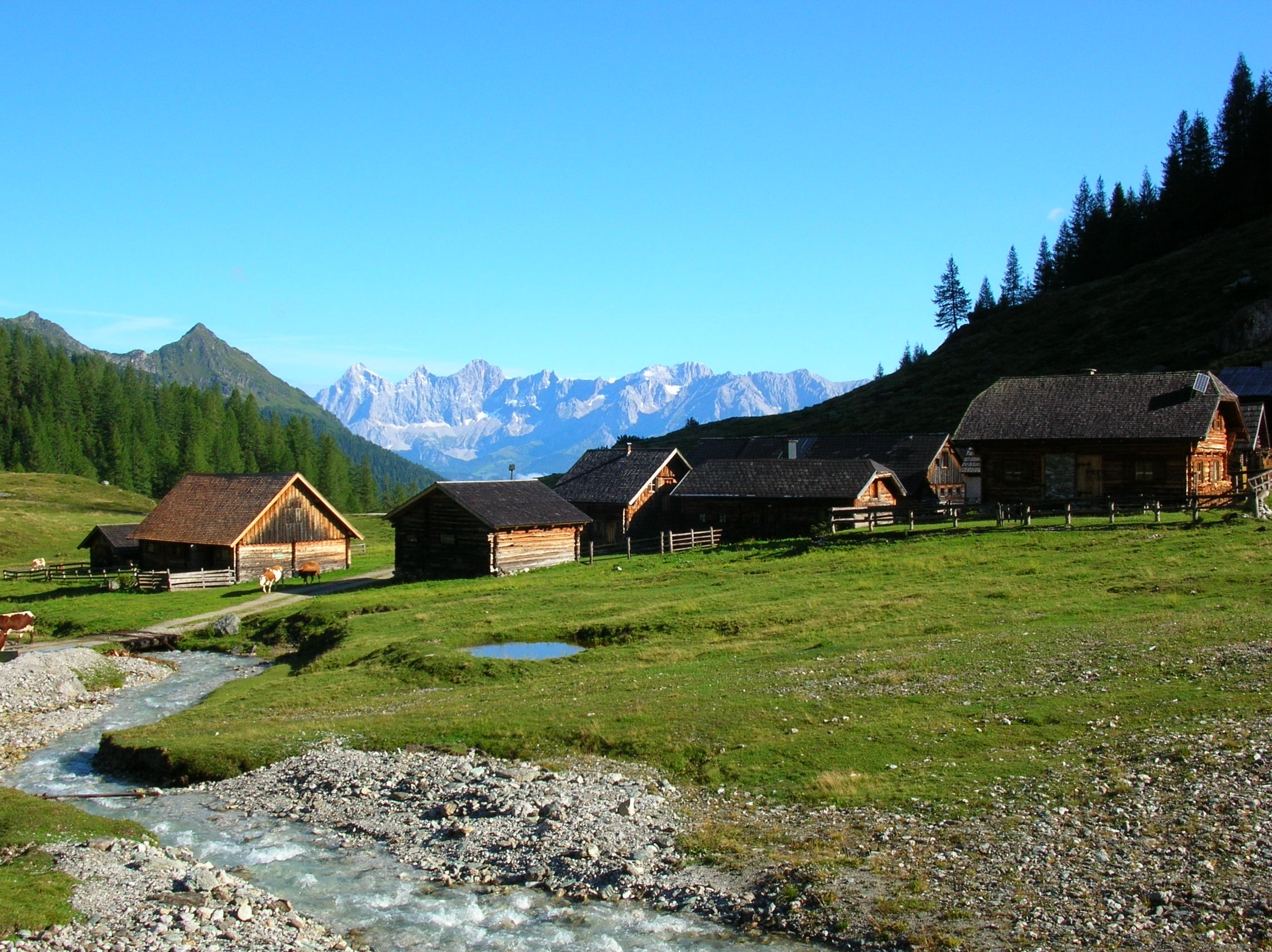
Vista dei Monti del Dachstein.

- Hoher Dachstein, 2 995 m
- Torstein, 2 948 m
- Mitterspitz, 2 925 m
- Koppenkarstein, 2 863 m
- Hoher Gjaidstein, 2 792 m
- Hunerkogel, 2 694 m
- Scheichenspitze, 2 667 m
- Bischofsmütze, 2 458 m
- Grosse Bischofsmütze, 2 458 m
- Grosswand, 2 415 m
- Grimming, 2 351 m
- Armkarwand, 2 348 m
- Däumling, 2 322 m
- Sternkogel, 2 320 m
- Mandlkogel, 2 273 m
- Wasserkarkogel, 2 268 m
- Rötelstein, 2 247 m
- Angerstein, 2 100 m
- Freyaturm, 1 991 m
- Freienstein, 1 279 m